# The House of the Rising Sun
«The House of the Rising Sun» —en español: «La casa del sol naciente»— es una canción folclórica de los Estados Unidos cuyo origen se remontaría a principios del siglo XX. También llamada Rising Sun Blues, narra la vida de alguien que ha tenido poca fortuna en Nueva Orleans (estado de Luisiana). No se conoce al autor. Según la versión, la canción puede ser interpretada desde la perspectiva de una mujer o de un hombre. Las dos versiones más conocidas son la del grupo británico The Animals, de 1964, que alcanzó el primer lugar de ventas en los Estados Unidos y en el Reino Unido, y la de Joan Baez, de 1959-60. 
Alcanzó el puesto 123 de la lista de Rolling Stone de las 500 mejores canciones de todos los tiempos.

## Origen y versiones
La grabación más antigua conocida fue hecha por Clarence Ashley y Gwen Foster en 1934. Ashley había aprendido la canción de su abuelo.
Varios lugares en Nueva Orleans, Luisiana, han sido propuestos como inspiradores de la canción, pero solo dos parecen contar con bases históricas relacionadas con el nombre "Rising Sun"; ambas figuran en antiguos directorios de la ciudad.
- El primero es un pequeño hotel ubicado en la Conti Street en el French Quarter en la década de 1820.
- El segundo es un lugar alquilado para bailes y eventos llamado "Rising Sun Hall" a finales del siglo XIX, ubicado frente al río en el vecindario de Carrollton.

A veces se utiliza, en la actualidad, la expresión "House Of The Rising Sun" como un eufemismo de prostíbulo, pero hasta la fecha no se ha podido determinar la relación ni descubrir la casa que dio origen a la canción. Otros la vinculan a una casa de juego.
No se han documentado vínculos con el juego o la prostitución en estos locales, ninguno de los cuales existe ya. Una guía de Nueva Orleans, sin embargo, asegura que la verdadera House of the Rising Sun estaba en la calle St.Louis 826-830, entre 1862 y 1874, y que fue conocida así por el nombre de la mujer que regentaba el local, una tal Marianne Le Soleil Levant, cuyo apellido francés equivale en inglés a "The Rising Sun" ("el sol naciente", "el amanecer", "levante").
Otra teoría es la del folclorista norteamericano Alan Lomax, autor del libro Our Singing Country (1941), quien planteó que la melodía era de origen inglés y que la letra fue escrita por dos norteamericanos de Kentucky, Georgia Turner y Bert Martin.

## Versiones
Roy Acuff grabó la canción en 1948, lo que inició una sucesión de versiones que no se ha detenido hasta la actualidad. Después lo siguieron: The Animals, Santa Esmeralda, Frijid Pink, Jimi Hendrix, Bon Jovi, Lead Belly, Glenn Yarbrough, Bob Dylan, Joan Baez, Odetta, Scorpions, Gary Glitter, Dolly Parton, Bachman-Turner Overdrive, Nina Simone, Tracy Chapman, Muse, Miriam Makeba, The White Stripes, Gregory Isaacs, Declan Galbraith, Toto, Sandy Thom, Leslie West, Geordie, Sinead O'Connor, Johnny Hallyday, Bluescream, Los Cataclismos y Grillotopus entre otros.
The Speakers, agrupación colombiana de los años 60, grabó una versión en español llamada La Casa del Sol Naciente, que le dio el título a su segundo álbum y obtuvo disco de plata por ventas de 15.000 discos, cifra alta para la época.
La canción tomó gran impulso y se incorporó a la historia del rock en 1968, gracias a la versión hecha por el grupo inglés The Animals.
La cantante canadiense Joni Mitchell cuenta con una versión datada en 1963 en su álbum recopilatorio de material inédito "Joni Mitchell Archives – Vol. 1: The Early Years (1963–1967))".
El cantante francés Johnny Hallyday grabó una versión llamada El penal en 1964.
Juan Nicolás Estela, cantante y guitarrista de la banda colombiana Los Yetis, versionó en español la canción para su álbum solitario de 1966.
El cantante jamaicano de reggae Gregory Isaacs realizó una versión. En 1968 apareció en el disco homónimo de Bruno Lomas.
En 1969, Frijid Pink grabó una versión B de estilo psicodélico.
La banda británica The Beatles grabó una versión en 1970 durante las grabaciones de Let It Be que nunca fue lanzada en alguno de sus álbumes. Fue una versión cantada a ligera debido al cansancio de los 4 de Liverpool.
Génesis de Colombia versionó la canción en su álbum debut de 1972.
En 1974, la banda británica Geordie versionó la canción en su álbum  Don't Be Fooled By The Name.
Los Cinco Latinos hicieron una versión en español que se titula La Casa del Sol Naciente, también grabada por Sandro y Los de Fuego en su LP Al calor de Sandro y los de Fuego (1965). Lone Star (grupo español) grabó una versión que vendió más discos que la de The Animals al ser número 1 en Sudamérica (empezando en Venezuela). El grupo uruguayo LOS IRACUNDOS en 1965 también grabó una versión de este tema, para su álbum "CON PALABRAS".
El italiano I Bisonti grabó La casa del sole.
En 1978 el grupo de música disco franco estadounidense Santa Esmeralda interpretó su versión de la canción.
El dúo costarricense Manú realizó también una versión del tema.
Els Dracs, grupo español, hizo lo propio en catalán.
El cantante y guitarrista argentino JAF incluyó su propia versión del tema en el álbum "Corazón en Llamas".
En 1989 la cantante mexicana Alejandra Guzmán graba una versión al español del tema con el nombre de La Casa del Sol Naciente en su segundo álbum "Dame Tu Amor" el cual incluye versiones al español de grandes temas de la época dorada del rock & roll, como Don't Be Cruel, Boney Moronei, Diana, Satisfaction y Twist & Shout. 
En 1997 el músico y cantante mexicano Javier Bátiz hizo su versión de "La Casa de Sol Naciente", que forma parte de su álbum homónimo.
En 1999, el grupo alemán Evereve, grabó para su álbum Regret, su propia versión.
en 2002 la banda de rock alternativo Muse incluyó una versión del tema en su disco 1 love.
Otra versión de este tema (una versión dance para discotecas) es la del grupo Secret Tunes, en el 2003.
Para 2003, la banda argentina de punk rock Ramone Expulsados grabó en su disco de versiones Altoparlantes el tema versionado.
El grupo de folk The Be Good Tanyas tiene también una versión propia del tema, publicada en su álbum Chinatown en 2003.
En el 2010 la banda argentina Bicicletas hizo una nueva versión de la antigua versión de Los Speakers.
En el 2011 se utilizó para el capítulo final de la cuarta temporada de la serie "Sons Of Anarchy" en la versión de The White Buffalo.
En 2013 la banda de Surf instrumental oriunda de Brandsen, Argentina, "Los Cataclismos", graba una versión del mismo, incluido en su primer Ep.
En septiembre del 2013, "House of the rising sun", ha sido utilizada para promocionar la tercera temporada de American Horror Story: coven.
Esta vez, cantada por Lauren o'Connell.
El grupo de metal Five Finger Death Punch en su último disco de 2013 The Wrong Side of Heaven and the Righteous Side of Hell, Volume 2 incluyó la versión de 'House of the rising sun.'
El ecuatoriano Jinsop recientemente fallecido se hizo famoso con su versión de "la casa del sol naciente" con su peculiar voz.
La canción apareció en el videojuego de 2014 "Wolfenstein: The New Order", traducida al alemán.
En 2015 Palito Ortega grabó una versión que luego se utilizaría en el film El Ángel estrenada en el 2018.
En 2016 se utilizó la popular versión de The Animals para el comienzo del film Suicide Squad estrenada el mismo año.
En 2016 Ramin Djawadi creó una adaptación instrumental para la serie de HBO Westworld.
En 2017 la banda electrónica Argentina Beat Cairo grabó una versión de estilo electrodub.
En 2017 la banda inglesa Alt-J hizo una adaptación para su álbum "Relaxer".
En 2020 los cantantes Amaia Romero y Álex De Lucas interpretaron la versión de Palito Ortega para la serie biopic de Cristina "La Veneno", titulada Veneno.

## La versión de The Animals
La versión de The House of the Rising Sun de The Animals sonaba nueva. Dave Marsh la describe como el "primer éxito de folk rock".
El escritor Ralph McLean, de la BBC, está de acuerdo con este planteamiento, «es sin duda la primera canción folk rock», a la que calificó como «un sencillo revolucionario», agregó que "el rostro de la música moderna ha cambiado para siempre".
En algunas versiones, el tema se interpreta desde la perspectiva de una mujer que sigue a un apostador a Nueva Orleans y que termina prostituyéndose en La Casa del Sol Naciente y que aconseja, en fragmentos de la canción, no seguirle los pasos (Not to do what I have done). The Animals la interpretó desde la perspectiva de un hombre, jugador y borracho, que cuenta cómo esta casa es la perdición de varios, y cómo ha perdido su vida inmerso en pecado y miseria.
The Animals comenzó a interpretarla durante una gira de conciertos con Chuck Berry, con quien la utilizó como cierre para diferenciarse de las otras actuaciones que finalizaban con canciones roqueras. Generó una reacción sorprendente por parte de la audiencia, inicialmente reacia. El productor Mickie Most vio en esta versión un éxito en potencia.
Grabada en una sola toma el 18 de mayo de 1964, comienza con el famoso arpegio en la menor del guitarrista Hilton Valentine, que ha sido inspiración para muchos guitarristas. La destacada y particular ejecución vocal de Eric Burdon ha sido definida como "aulladora", "conmovedora", y "profunda y gravosa como el carbón del noreste inglés en la ciudad de Newcastle". Finalmente, el palpitante órgano de Alan Price completa el sonido de la canción.
Burdon diría tiempo después:
"Estábamos buscando una canción que captara la atención de la gente",
Lo lograron: House of the Rising Sun fue un verdadero éxito transatlántico, llegó al primer lugar en el Reino Unido (julio de 1964) y en los Estados Unidos (en septiembre, mes en que resultó ser el primer número 1 de la invasión británica que no era de The Beatles).

## Letra
There is a house in New Orleans, they call the rising sun
And it's been the ruin of many poor boy, and God, I know I'm one
My mother was a tailor, she sewed my new blue jeans
My father was a gamblin man, down in New Orleans
Now the only thing a gambler needs is a suitcase and a trunk
And the only time he's satisfied is when he's on a drunk
Oh, mother, tell your children 
Not to do what I have done
Spend your lives in sin and misery
In the House of the Rising Sun
Well, I got one foot on the platform
The other foot on the train 
I'm goin' back to The New Orleans
To wear that ball and chain
Well, there is a house in New Orleans
They call the Rising Sun
And it's been the ruin of many a poor boy
And God, I know I'm one